# Marthe Mussine
Fernande Marthe Barrioz dite Marthe Mussine, née le 11 janvier 1905 dans le 3e arrondissement de Paris, et morte le 25 mai 1983 à Neuilly-sur-Seine (Hauts-de-Seine), est une actrice française.

## Filmographie
- 1929 : Voici dimanche de Pierre Weill
- 1929 : Un soir au cocktail’s bar de Roger Lion - moyen métrage - La jeune femme
- 1931 : Allô Berlin ? Ici Paris ! de Julien Duvivier
- 1931 : La Bande à Bouboule de Léon Mathot
- 1931 : Le Chant du marin de Carmine Gallone - Maria
- 1931 : Les Vagabonds magnifiques de Gennaro Dini
- 1931 : Midi à quatorze heures de André Chotin - moyen métrage -
- 1932 : Le Champion du régiment de Henry Wulschleger - Rosette, la dactylo
- 1932 : L'Enfant du miracle de Maurice Diamant-Berger - Marguerite
- 1933 : L’Assommoir de Gaston Roudès - Augustine
- 1933 : Casanova de René Barberis - Une servante
- 1933 : Crainquebille de Jacques de Baroncelli - Mme Mailloche
- 1933 : Six cent mille francs par mois de Léo Joannon
- 1933 : Le Relais d'amour de André Pellenc - court métrage -
- 1933 : Une petite femme en or de André Pellenc - court métrage -
- 1934 : Le Billet de mille de Marc Didier
- 1934 : La Flambée de Jean de Marguenat
- 1934 : Sidonie Panache de Henry Wulschleger - film tourné en deux époques - une grisette
- 1934 : Votre sourire de Monty Banks et Pierre Caron
- 1934 : Pour un piano de Pierre Chenal - court métrage -
- 1934 : Les Suites d'un premier lit, moyen métrage de Félix Gandéra
- 1935 : Arènes joyeuses de Karl Anton
- 1935 : Les Mystères de Paris de Félix Gandera - Rigolette
- 1935 : Vogue, mon cœur de Jacques Daroy - Simone
- 1936 : Les Demi-vierges de Pierre Caron - Jacqueline de Rouvres
- 1936 : Les Petites Alliées de Jean Dréville - Jannick
- 1937 : À minuit, le 7 de Maurice de Canonge - Mme Mérat
- 1937 : Franco de port ou Via Buenos-Aires de Dimitri Kirsanoff - Lulu
- 1937 : L’Occident de Henri Fescourt
- 1938 : Eusèbe député de André Berthomieu
- 1938 : Visages de femmes de René Guissart
- 1939 : Cas de conscience de Walter Kapps
- 1939 : Saturnin de Marseille d’Yvan Noé
- 1939 : Tourbillon de Paris de Henri Diamant-Berger
- 1940 : Monsieur Hector de Maurice Cammage - La femme de chambre
- 1948 : Le Dolmen tragique de Léon Mathot - la cuisinière de Bartoli